# ライプツィヒ市電NGT8形電車
NGT8形は、ドイツ・ライプツィヒのライプツィヒ市電に在籍する路面電車。ライプツィヒ市電初の超低床電車で、36形（Typ 36）とも呼ばれる。

## 概要
1990年のドイツ再統一後、それまでの公営路線から民営路線（ライプツィヒ運輸有限会社（LVB））となったライプツィヒ市電に初めて導入された新形式の路面電車車両にして、ライプツィヒ市電初の超低床電車。発注は1993年に実施された。片運転台の3車体連接車で、三相誘導電動機を2基搭載した動力台車が設置されている両端を除いた全体の70％が低床構造となっている。当初はカッセル市電やロストック市電に導入されたNGT6C形の導入を検討していたが、中間車体に用いられていた車軸がない左右独立式台車（EEF台車）の不具合が相次いだため、スイスのベルン市電で採用実績があったACMV製の車軸付き小径ボギー台車に変更された。形式名の"NGT8"（Normalspur-Gelenk-Triebwagen mit 8 Achsen）の"8"は車軸数を示す。

## 運用
最初の車両は1994年にライプツィヒに到着し一般公開が行われ、翌1995年2月1日から営業運転を開始した。1998年までに56編成（1101-1156）が製造され、ライプツィヒ市電各地の系統に導入され高い評判を得た一方、定員数が従来の編成と比べ少なかったためそれ以上の生産は行われなかった。
2001年からは更新工事が実施され、座席のモケット交換や監視カメラの設置、方向幕のドットマトリクス化が行われた他、車内に車椅子やベビーカーを配置出来るフリースペースが2箇所設けられた。それに伴い座席数が62席に減少している。また2005年からはNGT6形（レオライナー）に合わせた新塗装への変更が進んでいる他、2011年以降は連結器の設置工事が行われ、NB4形付随車を連結した運用が可能となっている。この改造を受けた編成については"36a形"（Typ 36a）の形式名も与えられている。
各車両には愛称が付けられており、導入当初はライプツィヒにちなんだ人名や建物、風景、出来事が由来であったが2007年以降は全編成とも人名に統一されている。

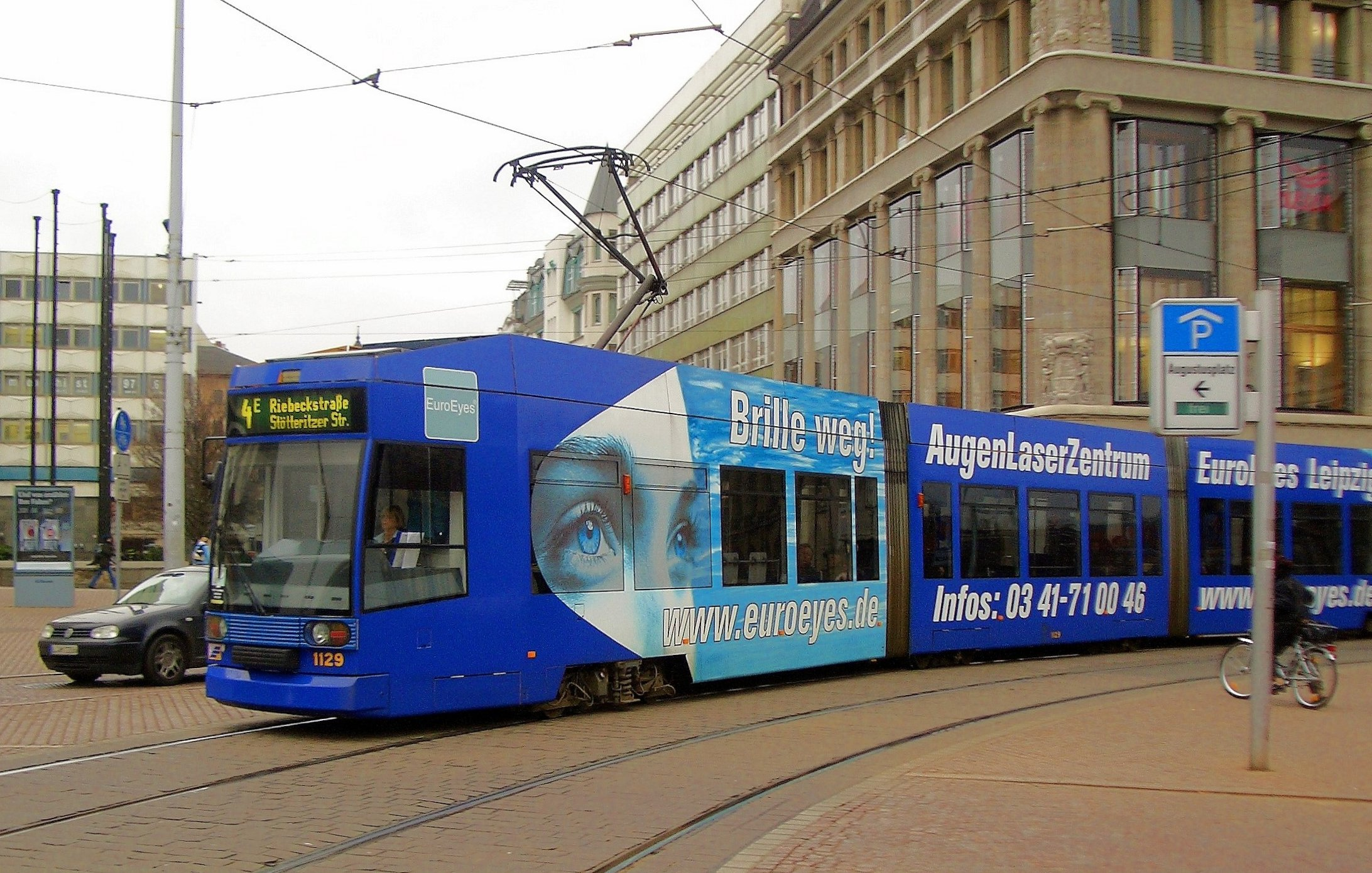
広告塗装（1129）
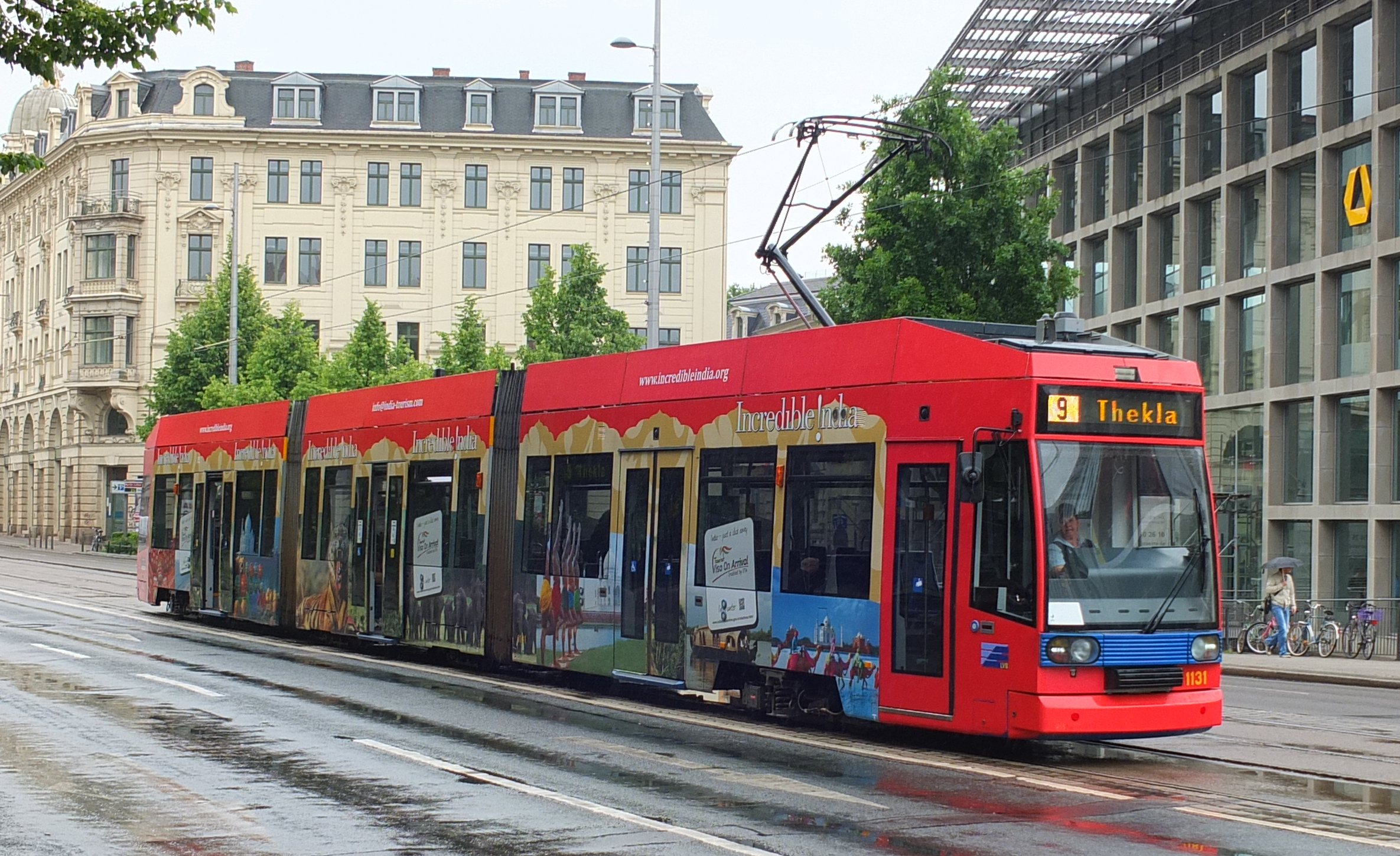
広告塗装（1131）
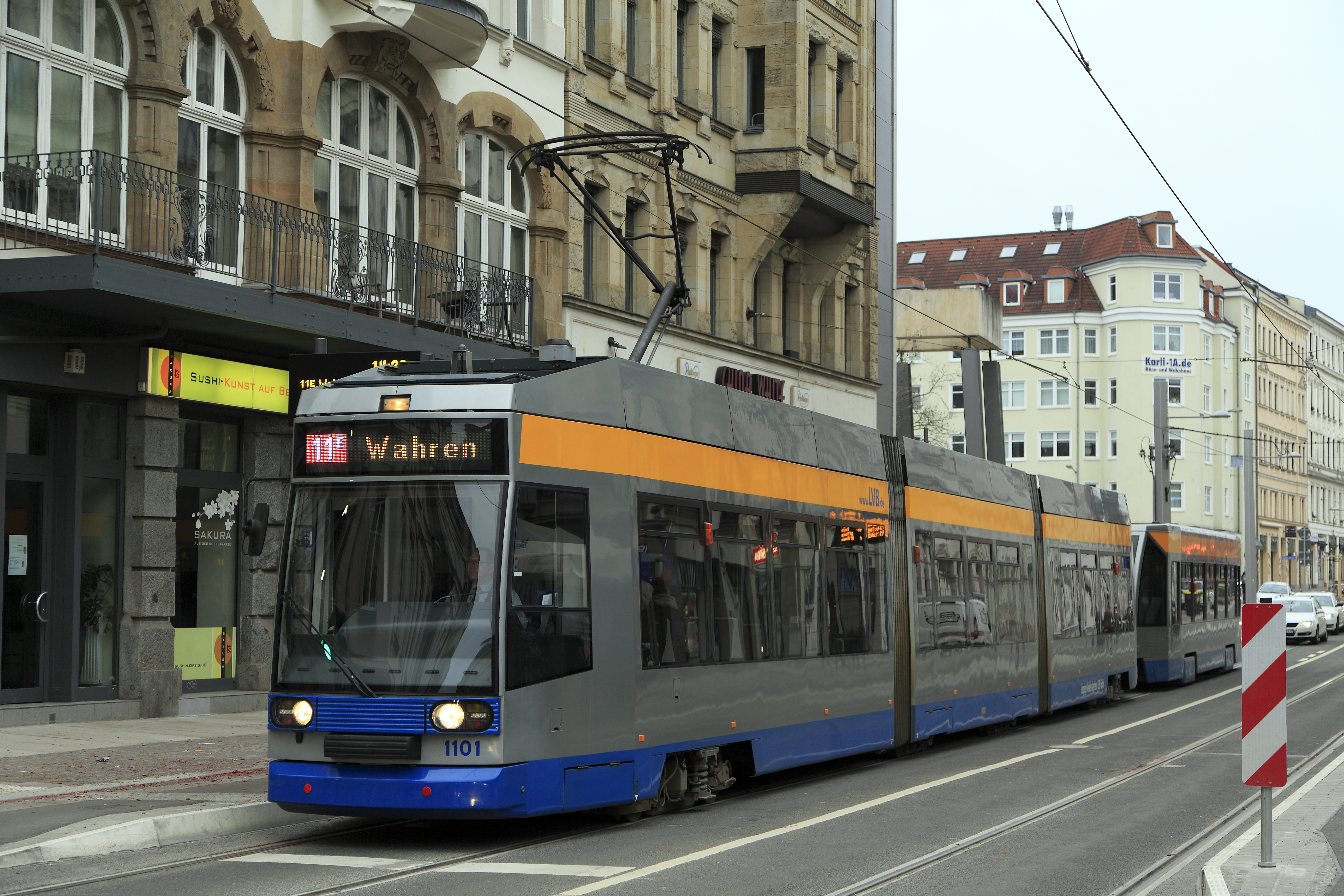
NB4形（906）を後方に連結する1101

## 事故
1994年に製造された1102（初代）はハイターブリック中央工場へ搬入される前に速度超過や誤った制動操作の結果脱線事故を起こし、先頭車体と中間車体に大きな損傷を受けた。そのため1995年に代替車となる1102（2代）が製造された一方、残された1102（初代）の後部車体については新造された先頭・中間車体と連結した上でラストナンバーである1156として導入された。この出来事が由来となり、1156は製造当初"Pechvogel"（不運）と言う名称が付けられていた。

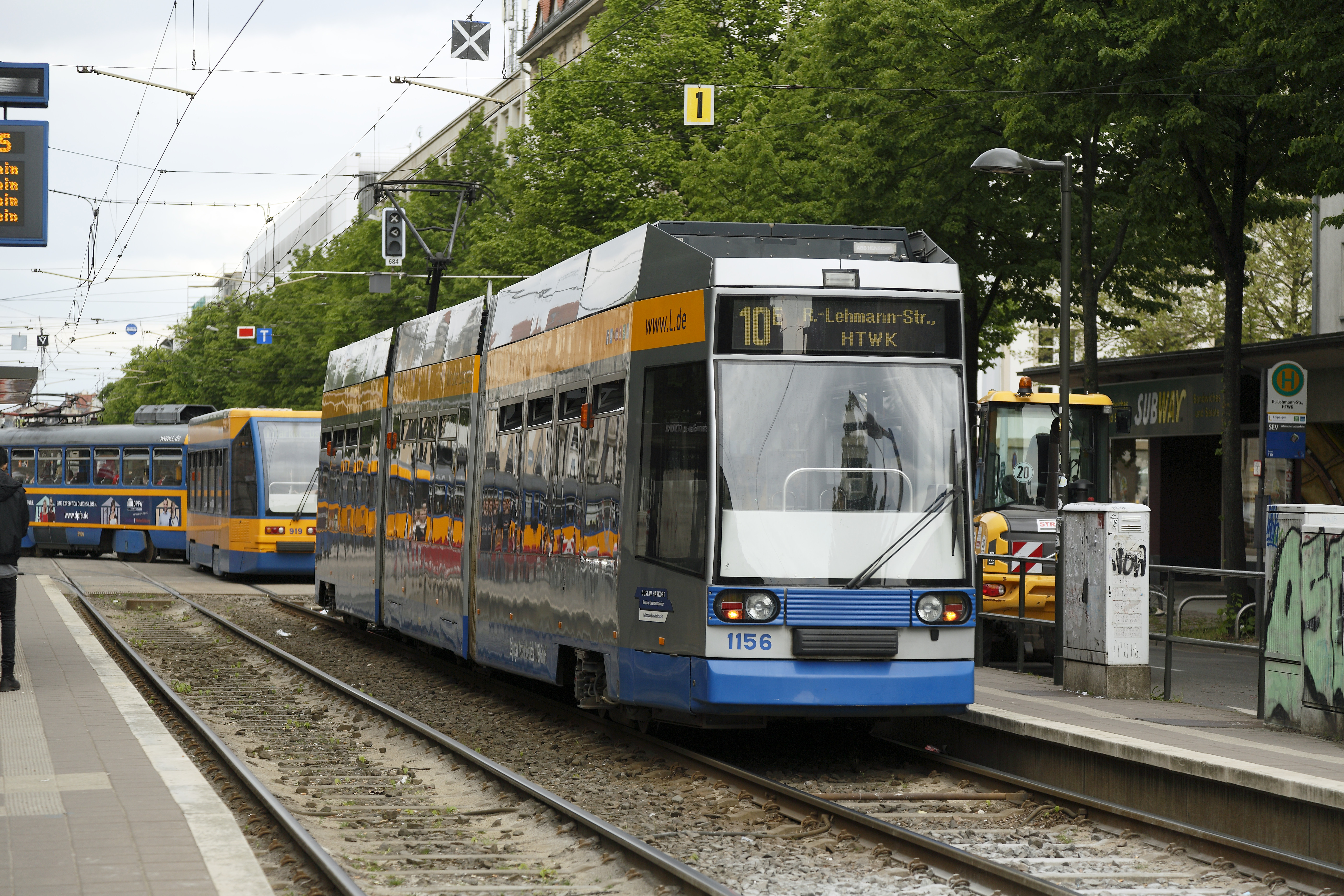
1156は新造した先頭・中間車体と1102（初代）を後部車体を組み合わせた編成である

## 今後の予定
ライプツィヒ市電を運営するライプツィヒ運輸有限会社では2023年以降新型路面電車車両の大量導入を予定しており、これに伴い東ドイツ時代に製造された車両と共にNGT8形についても老朽化が進んだ事で全車廃車される事になっている。